# Журавчак, Владимир Алексеевич
Влади́мир Алексе́евич Журавча́к (укр. Володимир Олексійович Журавчак; род. 3 мая 1957, Сходница, Дрогобычская область) — советский футболист, защитник, советский и украинский тренер. Мастер спорта СССР (1984).

## Карьера

### Игрока
В 1977 году играл за луцкое «Торпедо», провёл 29 матчей. С 1978 по 1980 год был в составе харьковского «Металлиста».
С 1981 по 1983 год выступал за «Кубань», сыграл 78 матчей в чемпионатах и первенстве СССР. С 1984 по 1988 год был в составе львовского СКА.
В 1982 году сыграл 1 матч в составе олимпийской сборной СССР.

### Тренера
В 1991 году был играющим тренером «Карпат» из Каменки-Бугской.
В 1992—1995 — в составе тренерского штаба львовских «Карпат». Работал в качестве главного тренера с «Карпатами» с 1995 по 1996. С 1996 по 1998 — снова помощник Мирона Маркевича.
С 1999 по 2001 год руководил клубом «Львов». С 2001 года снова работал помощником в «Карпатах», которые затем опять недолго возглавлял в 2002 году.
В 2005 году работал помощником главного тренера в латвийской «Венте», а с 2006 по 2011 год входил в тренерский штаб луцкой «Волыни».
С 1 февраля 2012 года возглавлял клуб «Львов».